# Cratere Metius
Metius è un cratere lunare di 83,81 km situato nella parte sud-orientale della faccia visibile della Luna.